# Засєда Ігор Іванович
Ігор Іванович Засєда (нар. 12 вересня 1932, Буди, Харківський район, Харківська область, СРСР — пом. 5 листопада 2005, Київ, Україна) — український спортсмен, журналіст, письменник. Учасник XVI Олімпійських ігор у Мельбурні (1956). Заслужений журналіст УРСР (1981).

## Біографія
Народився 12 вересня 1932 року у селищі Буди Харківського району Харківської області. Батько його був інженером, а матір — учителькою.
1950 року помер батько, а 1951 року — матір. Того ж року поступив на факультет журналістики Київського державного університету імені Т. Г. Шевченка, який закінчив 1956 року.
У вересні 1957 року став завідувачем відділу у редакції видання «Робітнича газета», а вже у 1958 році став членом спілки журналістів. У червні 1971 року вже працював у редакції журналу «Ранок», а у вересні 1974 року став власним кореспондентом українського відділення агенції преси «Новости» (Москва). У 1986 році, як журналіст, поїхав на місце аварії у Чорнобиль, взяв інтерв'ю в академіка Євгена Веліхова.

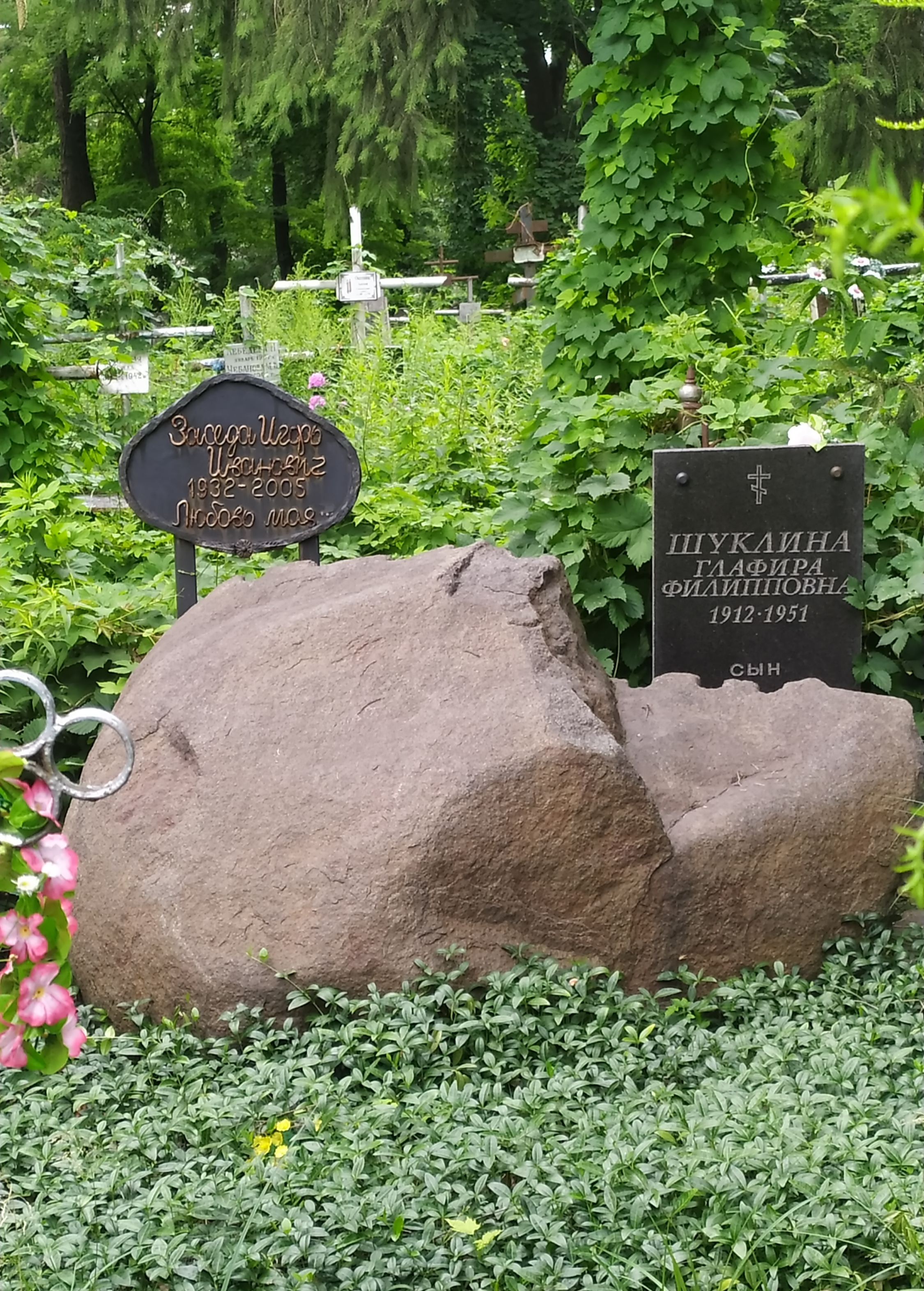
Могила Ігоря Засєди, Лук'янівське кладовище

З грудня 1991 року — головний редактор газети «Стадіон». У січні 1992 року став головою Київської міської організації журналістів. У травні 1994 року став головним редактором газети «Що далі» та «Прес-клуб».
Помер від раку легень 5 листопада 2005 року, у місті Києві. Похований на Лук'янівському цвинтарі.

### Сім'я
Дружина — Людмила. Двоє синів — Олексій (1955 р. н.) та Юрій (1962 р. н.). Молодший син Юрій Засєда — уролог-андролог, доктор медичних наук.

## Спортивна кар'єра
Ігор Засєда став бронзовим призером чемпіонату СРСР 1956 року на дистанції 200 м брасом. Того ж року став взяв участь в Олімпійських іграх у Мельбурні, Австралія, посівши у фіналі п'яте місце (200 м брасом).

## Творчі здобутки
Ігор Засєда є автором та співавтором понад 30 книг, зокрема п'яти романів («Катастрофа», «Выстрел в снежной пустоши», «Из загранкомандировки не возвратился» (1988), «Тайна дела № 963» (1991), «Побратимы»), книги нарисів «Олимпийцы» та інші. Він також є лауреатом премії імені Валентина Пікуля.

## Нагороди
- Орден «За заслуги» III ступеня (жовтень 1999 року)[2].